# UEFS-Futsal-Europameisterschaft
Zwischen 1989 und 2018 wurde von der, inzwischen aufgelösten, Union Européenne de Futsal (UEFS), engl.: European Union of Futsal, die UEFS-Futsal-Europameisterschaft ausgetragen. Diese war nicht zu verwechseln mit der von der UEFA seit 1996 veranstalteten Futsal-Europameisterschaft.

## Modus
Es galt folgender Modus: Es wurde eine Vorrunde mit drei Gruppen zu je drei Mannschaften gespielt. Die jeweiligen Gruppensieger und -zweiten qualifizierten sich für die K.-o.-Runde, in der vom Viertelfinale bis zum Finale, einschließlich des Spiels um Platz drei, gespielt wurde.

## Die Turniere im Überblick
| Jahr         | Austragungsort (e)              | Finale             | Finale         | Finale           | Spiel um Platz drei | Spiel um Platz drei   | Spiel um Platz drei |
| Jahr         | Austragungsort (e)              | UEFS-Europameister | Ergebnis       | 2. Platz         | 3. Platz            | Ergebnis              | 4. Platz            |
| ------------ | ------------------------------- | ------------------ | -------------- | ---------------- | ------------------- | --------------------- | ------------------- |
| 1989 Details | Madrid (Spanien)                | Portugal           |                | Spanien          | Tschechoslowakei    |                       | Israel              |
| 1990 Details | Porto (Portugal)                | Portugal           |                | Tschechoslowakei | Spanien             |                       | England             |
| 1992 Details | Porto (Portugal)                | Spanien            |                | Russland         | Portugal            |                       | Israel              |
| 1995 Details | (Marokko)                       | Slowakei           |                | Marokko          | Russland            |                       | Tschechien          |
| 1998 Details | (Slowakei)                      | Russland           |                | Spanien          | Slowakei            |                       | Belarus             |
| 2004 Details | Baranawitschy (Belarus)         | Belarus            | 4:0            | Tschechien       | Russland            | 12:3                  | Ukraine             |
| 2006 Details | (Katalonien)                    | Russland           | 3:1            | Katalonien       | Tschechien          | 4:3                   | Belgien             |
| 2008 Details | (Belgien)                       | Russland           | 3:3 3:2 i.6mS. | Tschechien       | Belarus             | 2:1                   | Belgien             |
| 2010 Details | Kaliningrad / Gussew (Russland) | Russland           | 5:2            | Belgien          | Tschechien          | 4:4 2:1 i.6mS.        | Belarus             |
| 2012 Details | Brest (Belarus)                 | Belgien            | 4:1            | Tschechien       | Russland            | 4:1                   | Katalonien          |
| 2014 Details | Prag / Jilemnice (Tschechien)   | Belarus            | 2:1            | Belgien          | Katalonien          | 2:1                   | Russland            |
| 2016 Details | Jegorjewsk (Russland)           | Russland           | 5:4 n. V.      | Italien          | Tschechien          | Kein Spiel um Platz 3 | Kasachstan          |
| 2018 Details | (Katalonien)                    | Belgien            | 4:2            | Tschechien       | Russland            | Kein Spiel um Platz 3 | Lettland            |

### Rangliste
| Rang | Land             | Titel | Jahr(e)                      | 2. Platz | 3. Platz | 4. Platz |
| ---- | ---------------- | ----- | ---------------------------- | -------- | -------- | -------- |
| 1    | Russland         | 5     | 1998, 2006, 2008, 2010, 2016 | 1        | 4        | 1        |
| 2    | Belgien          | 2     | 2012, 2018                   | 2        | /        | 2        |
| 3    | Belarus          | 2     | 2004, 2014                   | /        | 1        | 2        |
| 4    | Portugal         | 2     | 1989, 1990                   | /        | 1        | /        |
| 5    | Spanien          | 1     | 1992                         | 2        | 1        | /        |
| 6    | Slowakei         | 1     | 1995                         | /        | 1        | /        |
| 7    | Tschechien       |       |                              | 4        | 2        | 1        |
| 8    | Katalonien       |       |                              | 1        | 1        | 1        |
| 9    | Tschechoslowakei |       |                              | 1        | 1        | /        |
| 10   | Italien          |       |                              | 1        | /        | /        |
|      | Marokko          |       |                              | 1        | /        | /        |
| 12   | Israel           |       |                              | /        | /        | 2        |
| 13   | England          |       |                              | /        | /        | 1        |
|      | Ukraine          |       |                              | /        | /        | 1        |
|      | Lettland         |       |                              | /        | /        | 1        |